# Mattia Soloperto
Mattia Soloperto (Portomaggiore, 6 luglio 1980) è un ex cestista italiano, di ruolo centro.

## Carriera
Soloperto ha iniziato a giocare a pallacanestro nella Pallacanestro Ferrara nel 1994. A quindici anni (1995) dopo diversi provini per club come Treviso, Cantù, e Milano sceglie di passare alla Fortitudo Bologna, club in quel momento tra i migliori in Europa, dove disputa quattro anni nel settore giovanile conquistandosi un posto anche in Nazionale Under 18 e Under 20, fino ad entrare nel roster della prima squadra nell'anno dello scudetto (1999-2000).
Ha successivamente militato in altre compagini italiane, sempre in Legadue, fino al trasferimento nel 2008 a Trapani in Serie A Dilettanti, squadra che conquista la finale promozione nello stesso anno.
Il 23 agosto 2011 firma un contratto con la Sidigas Avellino in Serie A.
Nel 2013 gioca per la Proger Chieti nel campionato DNA Adecco Silver disputando un ottimo campionato.
Dalla stagione 2014/2015 è in forza alla Pallacanestro Orzinuovi, militante nel campionato DNB, girone B. Nella stagione 2015/2016 gioca a Ferrara in LegaDue, squadra della sua città natale.

## Nazionale
Soloperto ha militato nell'Italia under 20 nel 1999, disputando sei incontri nel girone qualificatorio degli Europei di Ohrid.
Ha militato anche nell'Italia under 18, prendendo parte alle qualificazioni ed alle fasi finali degli Europei a Varna nel 1998.